# كوميديا سوداء

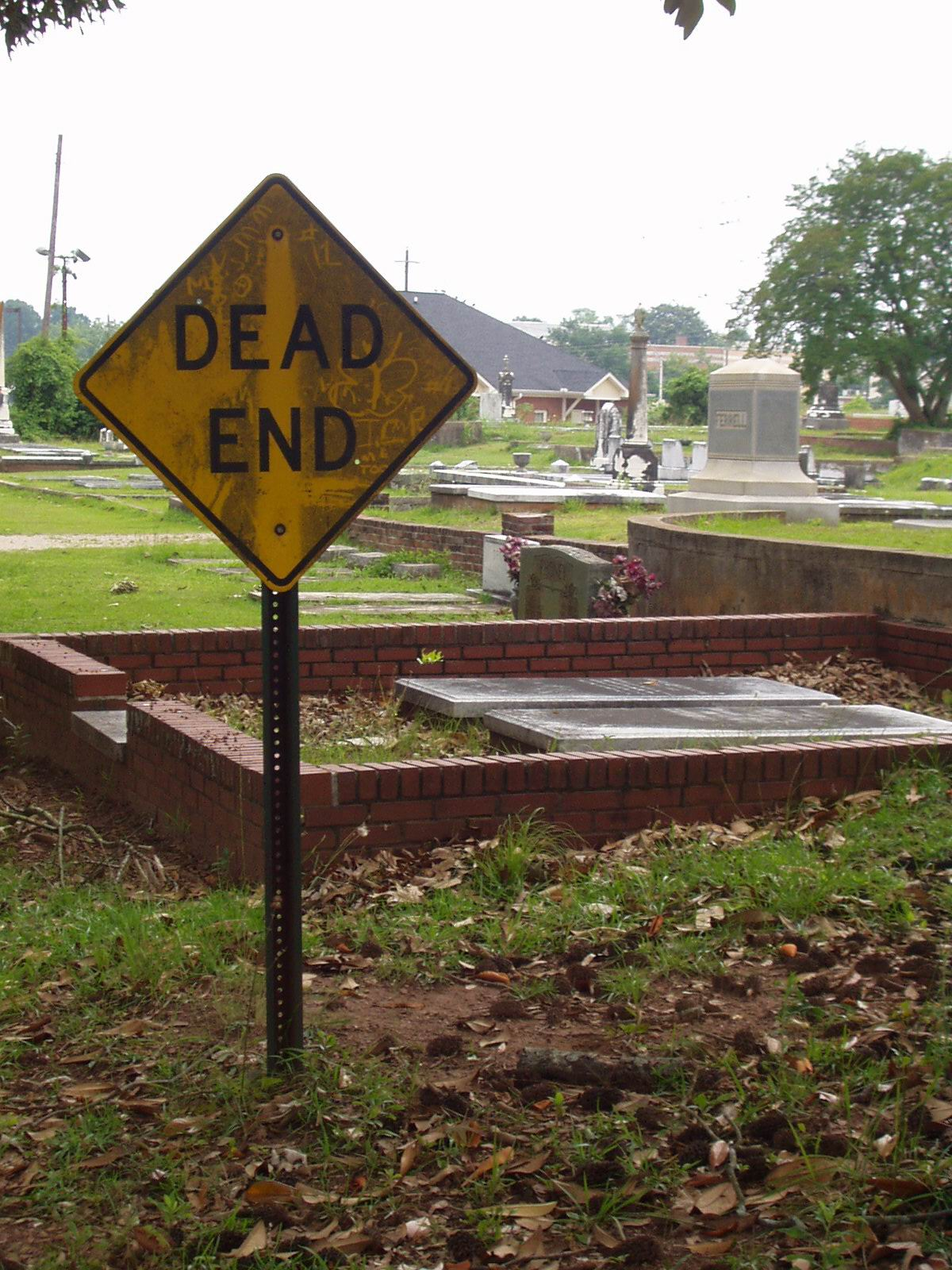
وضع لافتة "نهاية الطريق" في إحدىّ المقابر بولاية جورجيا الأمريكية.

الكوميديا السوداء هيّ نوع من الكوميديا والهجاء، تمتاز بأنها تدور حول مواضيع تعتبر عمومًا تابوهات أو أمور "محرم الخوض فيها"، بحيث يتم التعاطي مع تلك المواضيع بشكل فكاهي أو ساخر مع الاحتفاظ بجانب الجدية في الموضوع. مواضيع الكوميديا السوداء تتضمن مواضيع الموت والانتحار والحرب والإرهاب والعنف والجريمة والمخدرات والخيانة الزوجية والجنون والعنصرية والشوفينية والجريمة، إضافة إلى الجنس وما شابه.[بحاجة لمصدر]
}}
تدور الكوميديا السوداء حول مواضيع سودوية سواء إرهاب أو مخدرات أو عنف، ويعتمد كتّاب السيناريو على أن يجعلوا هناك كوميديا في الموضوع ولكن سوداء، بمعنى أنها تعتمد على شيء يؤلمك ويدفعك للضحك، لذا فهى كوميديا ليست بالسهلة ولا بد أن يكون المختص بتناولها شخص متمكن.
برزت الكوميديا السوداء كأسلوب أدبي في الولايات المتحدة في خمسينيات وستينيات القرن العشرين. في عام 1964، قدم المخرج الأمريكي ستانلي كوبريك فيلم دكتور سترانج لاف (بالإنجليزية: Dr. Strangelove)‏ الذي يعد واحدًا من الأمثلة الرئيسية للكوميديا السوداء، وكان موضوع الفيلم حول الحرب النووية وفناء الحياة على كوكب الأرض. وبالنسبة للأفلام، فإن الكوميديا السوداء تستخدم عادة في الأفلام الدرامية والهزلية مع الإبقاء على نمط جاد، ويستخدمها بعض الفنانين الكوميديين كأداة لإلقاء الضوء لدى جمهورهم على موضوعات مهمة وكذلك لتسليتهم.
كتاب ومؤلفون أمثال وليم فوكنر وتوماس بنكن وكورت فونيجت وجوزيف هيللر ومارك توين ولويس فرديناند سيلين وجورج برنارد شو قاموا بكتابة قصص وروايات وأشعار ومسرحيات تعمقت وصورت أحداثًا مروعة بهزلية. فيما قام فنانون كوميديون أمثال ليني بروس وجورج كارلين وبيل هيكس وبيتر كوك وساشا بارون كوهين وفرقة مونتي بايثون البريطانية بإبراز هذا النوع من الفنون